# 陈彬藩
陈彬藩（1934年—），福建长乐人，中华人民共和国政治人物、茶文化推广者，曾任福建省人民政府副省长，中国国际信托投资公司副总经理，湖南省人民政府副省长，中华全国归国华侨联合会副主席，第八届全国政协委员。